# Institut de physique du globe de Paris

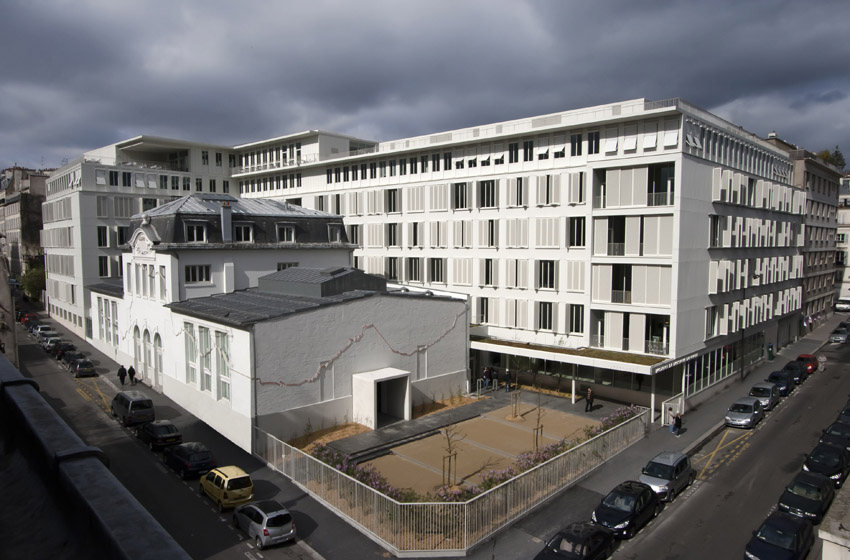
Institut de physique du globe de Paris

Institut de physique du globe de Paris är en högre forskningsinstitution belägen i Paris som syftar till att stödja avancerad forskning inom området jorden och planeterna. 
Institutet grundades 1921 av Charles Maurain.